# Koningsgalerij

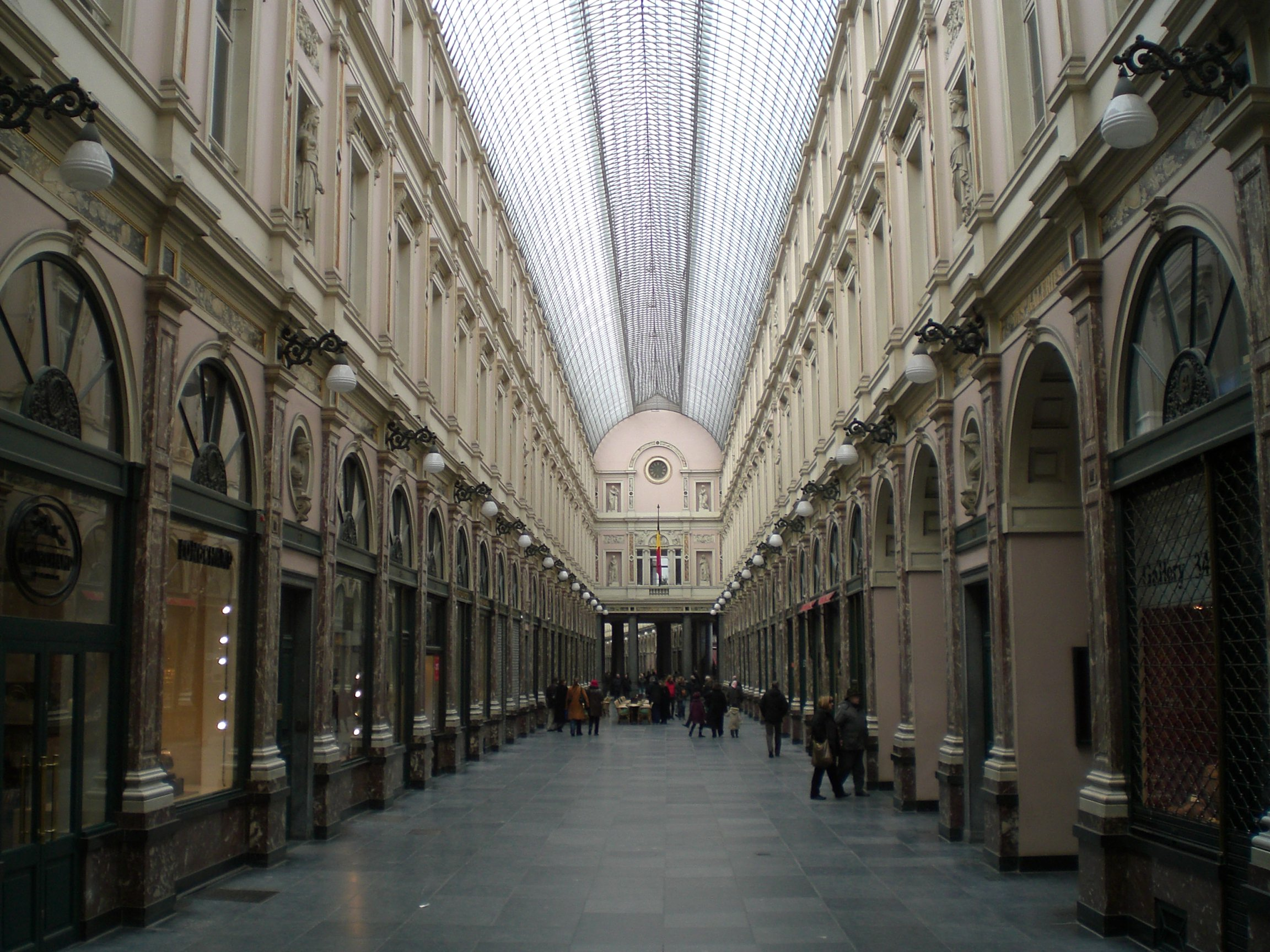
De Koningsgalerij in Brussel

De Koningsgalerij (Frans: Galerie du Roi) is een van de drie met glas overdekte winkelgalerijen in Brussel die samen als Koninklijke Sint-Hubertusgalerijen aangeduid worden. De galerij dateert van de 19e eeuw en werd ontworpen door architect Jean-Pierre Cluysenaar. De Koningsgalerij verbindt Beenhouwersstraat en Arenbergstraat. Aan de zuidzijde ligt in het verlengde de Koninginnegalerij en loodrecht op de Koningsgalerij ligt de Prinsengalerij.
In de Koningsgalerij bevindt zich onder meer de in 1884 ingehuldigde theaterzaal van het Théâtre royal des Galeries. In huisnummer 7 bevond zich ten tijde van de belle époque de krantenredactie van La Chronique. Op de eerste verdieping ging in 1896 de eerste publieke betalende filmvertoning door in België, door de gebroeders Lumière. Het was hun eerste buitenlandse vertoning, enkele weken na de Parijse première. Onder meer de films L'Arroseur arrosé en L'arrivée d'un train en gare de La Ciotat werden hier vertoond. Een gedenkplaat aan nummer 7 herinnert aan dit evenement.